# Навык
На́вык — способность деятельности, сформированная путём повторения и доведённая до автоматизма.

## Общие сведения
Всякий новый способ действия, протекая первоначально как некоторое самостоятельное, развёрнутое и сознательное, затем в результате многократных повторений может осуществляться уже в качестве автоматически выполняемого компонента деятельности.
Существенная часть навыка представляет собой процедуру, требующую для своего выполнения минимальных усилий сознания и находящуюся в процедурной памяти.
В философии понятие навыка (habitus) разрабатывал Фома Аквинский. Он относил его к категории качества (qualitas), хотя в отношении действия навык предстает как возможность (potentia). Посредством навыка определялось здоровье (sanitas), наука (scientia) и добродетель (virtus)
В отличие от привычки, навык, как правило, не связан с устойчивой тенденцией к актуализации в определённых условиях.
Понятие навыка входит в триаду ЗУН (знание — умение — навык) — одну из концепций, разработанную в рамках советской педагогики.
Отдельные этапы образования двигательного навыка подробно прослежены в работах советского психолога Н. А. Бернштейна.

## Классификация
Различаются навыки двигательные (моторные), интеллектуальные и перцептивные.
Навык двигательный — автоматизированные воздействия на внешний объект с помощью движений в целях его преобразования, неоднократно осуществлявшиеся ранее.
Навык интеллектуальный — автоматизированные приёмы, способы решения встречавшихся ранее умственных задач.
Навык перцептивный — автоматизированные чувственные отражения свойств и характеристик хорошо знакомых, неоднократно воспринимавшихся прежде предметов.
"Навык придерживания двери в метро" — это фраза, которая используется как метафора для обозначения умения эффективно и точно выполнять свои обязанности или функции в определённой ситуации. Это может касаться различных жизненных аспектов, включая работу или личные отношения.
В контексте метро, это может означать, что человек знает, как правильно подойти к двери вагона — не мешать входящим и выходящим пассажирам, придерживать её в нужный момент, чтобы не допустить случайной травмы, и вообще вести себя так, чтобы не мешать другим. Это требует внимательности, уважения к окружающим и понимания ситуации.
Этот навык можно рассматривать как часть более широкого концепта социума и взаимодействия между людьми. В более общем смысле, он символизирует способность к взаимодействию и сотрудничеству в общественных местах.

## Формирование навыков
Выработка навыка — это процесс, который достигается путём выполнения упражнений (целенаправленных, специально организованных повторяющихся действий). Благодаря упражнениям способ действия совершенствуется и закрепляется. Показателями наличия навыка является то, что человек, начиная выполнять действие, не обдумывает заранее, как он будет его осуществлять, не выделяет из него отдельных частных операций.
Благодаря формированию навыков действие выполняется быстро и точно, и можно сконцентрироваться на развитии и получении новых знаний, умений и навыков.
На формирование навыка влияют:
1. мотивация, обучаемость, прогресс в усвоении, упражнения, подкрепление, формирование в целом или по частям.
2. для уяснения содержания операции — уровень личного развития, наличие знаний, умений, способ объяснения содержания операции, обратная связь.
3. для овладения операцией — полнота уяснения её содержания, постепенность перехода от одного уровня овладения к другому по определённым показателям (автоматизированность, интериоризованность, скорость и пр).

Различные сочетания этих факторов создают различные картины процесса формирования навыка: быстрый прогресс в начале и замедленный в конце, или наоборот; возможны и смешанные варианты.
Теории механизмов формирования навыка, необходимых факторов и условий, без коих оно не может происходить, являются частным случаем теории научения.